# Direction générale des Affaires maritimes, de la Pêche et de l'Aquaculture

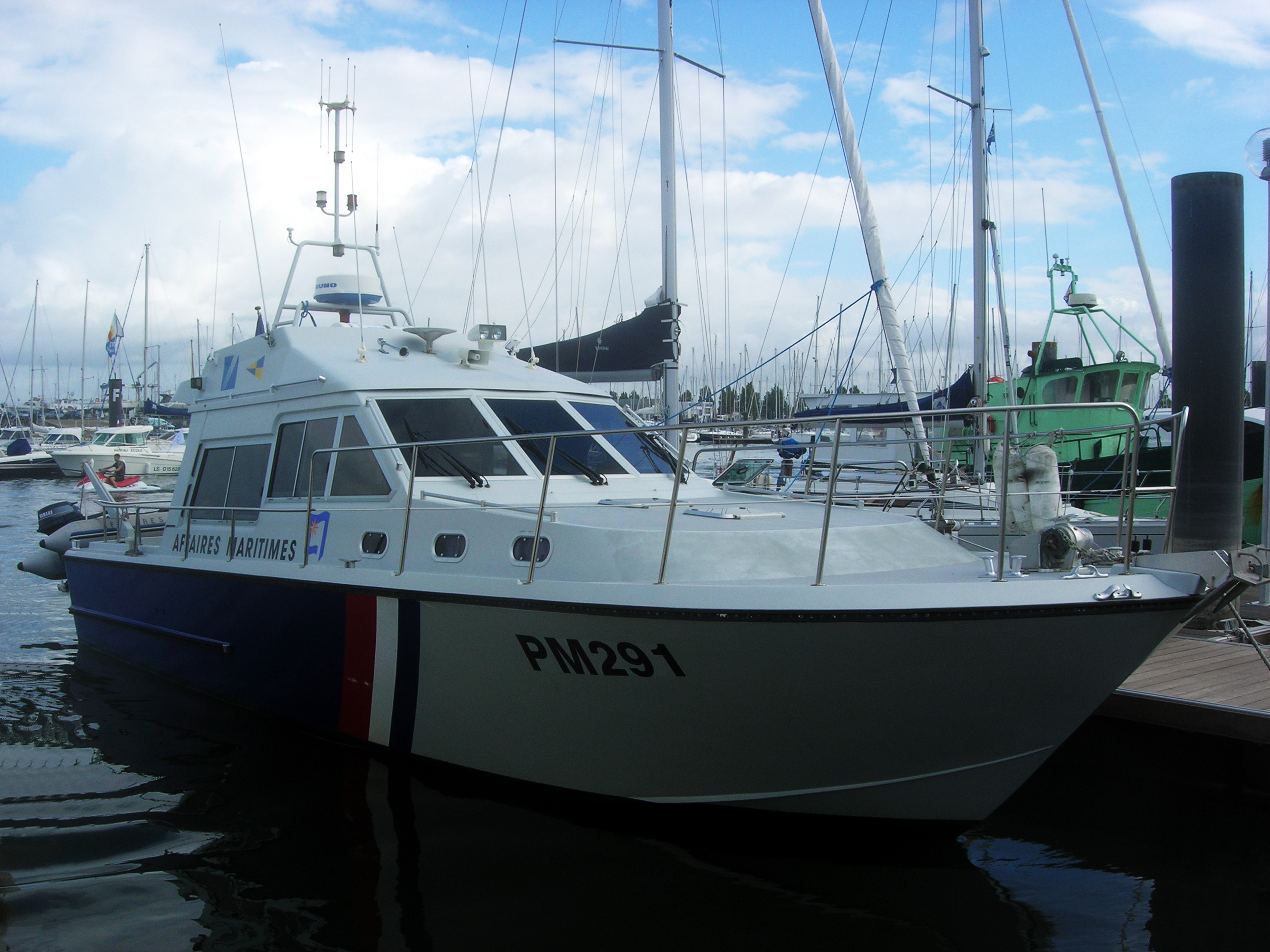
Vedette des Affaires maritimes à Port Olona (Vendée, Pays de la Loire, France).

La direction générale des Affaires maritimes, de la Pêche et de l’Aquaculture, aussi appelée DGAMPA, ou simplement les Affaires maritimes (familièrement « AffMar »), est une administration maritime française fondée par Jean-Baptiste Colbert sous le nom d'inscription maritime. Dans sa forme actuelle, elle fait partie du ministère chargé de la Mer et du ministère de l'Agriculture et de la Souveraineté alimentaire. C'est une administration centrale tournée vers le développement durable des activités maritimes et du littoral.

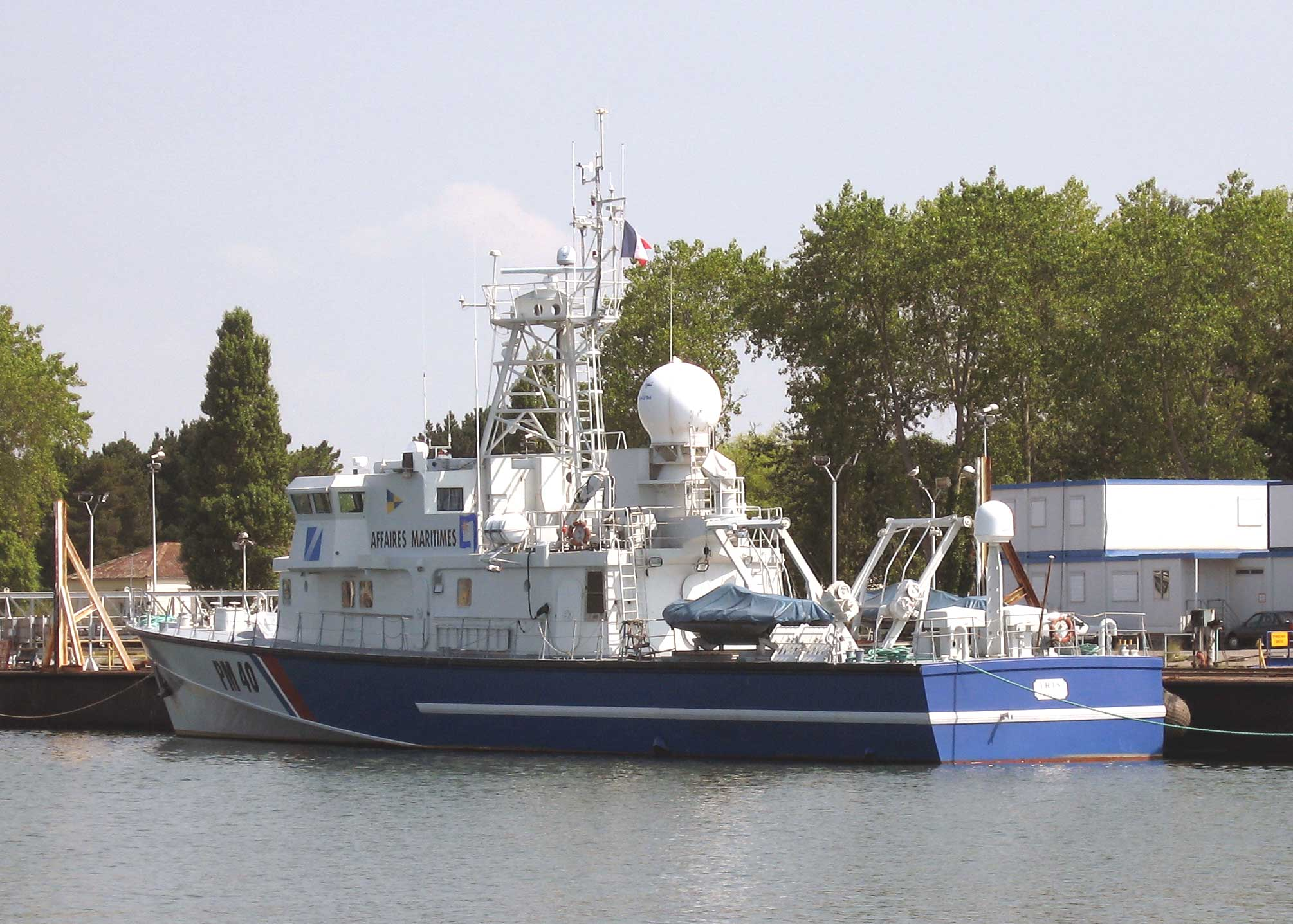
Le patrouilleur Iris des Affaires maritimes de Lorient (Morbihan, Bretagne, France).

## Histoire
Cette administration est issue de l’inscription maritime mise en place par Jean-Baptiste Colbert et réorganisée à la Révolution. Après la réforme du service national en 1965, qui rapproche les obligations des marins du commerce et de la pêche de celles des autres jeunes hommes français, l'inscription maritime disparaît en ce qui concerne la conscription. Le gouvernement en tire les conséquences en transformant l'inscription maritime en Affaires maritimes par le décret no 67-431 du 26 mai 1967.
En 1997, les services déconcentrés des affaires maritimes sont :
- les directions régionales des affaires maritimes ;
- les directions départementales ou interdépartementales des affaires maritimes ;
- les services des affaires maritimes dans les territoires d'outre-mer et les collectivités territoriales.

Ces services deviennent les directions interrégionales de la Mer en 2010.
En mars 2022, la direction des affaires maritimes et la direction des pêches maritimes et de l'aquaculture sont regroupées dans la nouvelle direction générale des Affaires maritimes, de la Pêche et de l'Aquaculture.

## Missions
Au sein de la direction des Affaires maritimes (DAM), la délégation à la Mer et au Littoral assure une mission de veille, de coordination et d'élaboration de la stratégie de l'État relatives à la mer et aux littoraux ; elle est l'interlocutrice privilégiée des autres directions générales et directions du ministère ainsi que du secrétariat général de la Mer. 
En outre, différentes sous-directions sont chargées des principales attributions de l’administration française chargée de la Mer :
- la sous-direction des Gens de mer assure le suivi des marins (réglementation du travail, des conditions de travail et de la protection sociale des marins) et fixe les orientations et le contenu des formations professionnelles maritimes conformément aux normes internationales en vigueur fixées par la convention STCW. Elle exerce aussi la tutelle nationale sur l'École nationale supérieure maritime (ENSM), sur les lycées professionnels maritimes et, en lien avec les services des ministres chargés de la Sécurité sociale et du Budget, sur l'établissement national des invalides de la marine (ENIM)[5] ;
- la sous-direction des Services maritimes et du Contrôle élabore et met en œuvre la réglementation relative à la sécurité maritime, à la recherche et au sauvetage en mer, la circulation maritime, la signalisation maritime. Elle participe à la mise en œuvre de l’action de l’État en mer et de la fonction garde-côte nationale et européenne. Elle participe à l’élaboration de la réglementation relative à la sûreté des navires. Cette sous-direction anime et contrôle l’activité des Centres régionaux opérationnels de surveillance et de sauvetage (CROSS). L’armement des phares et balises, service à compétence nationale, relève de cette sous-direction ;
- la sous-direction de la Sécurité et de la Transition écologique des navires élabore la réglementation et le suivi technique relatifs à la sécurité des navires de pêche et de commerce et à la prévention des pollutions. Elle anime et contrôle l'activité des centres de sécurité des navires qui exercent un contrôle au titre de l’État du port et de l’État du pavillon, ainsi que des sociétés de classification ;
- la sous-direction Modernisation / Administration / Numérique est dépositaire des données relatives aux marins, des titres issus des formations professionnelles maritimes, au contrôle des navires, à la sécurité des navires, au contrôle des pêches et des cultures marines et tient les fichiers d’immatriculation des navires. Elle organise le développement et la maintenance de l’ensemble des applications informatiques maritimes nationales ou en réseau avec l’international. Elle assure des missions d'appui et contribue aussi au pilotage et à l’animation des services déconcentrés de l'administration chargée de la Mer : les directions interrégionales de la Mer (DIRM), les directions départementales des Territoires et de la Mer (DDTM) et les directions de la Mer (DM) outre-mer. Elle participe au pilotage de l'École nationale de la sécurité et de l'administration de la mer ; elle assure la politique d’emploi et de maintien en condition du dispositif de contrôle et de surveillance des Affaires maritimes (patrouilleurs, vedettes et unités littorales des Affaires maritimes).

Ces sous-directions assurent notamment les missions suivantes par l'intermédiaire de services dédiés :
- la mission de la flotte de commerce comprend le guichet unique du registre international français des navires de commerce et assure l’encadrement et le suivi de la flotte de commerce, des armements et du transport maritime en France ;
- la mission de la navigation de plaisance et des loisirs nautiques élabore les règles relatives à la sécurité et à la prévention des pollutions des navires de plaisance en mer et en eaux intérieures, assure une surveillance du marché des navires de plaisance en contrôlant l’effectivité des exigences techniques de la norme de construction CE élabore la réglementation relative aux titres de conduites des navires de plaisance à moteur en mer et en eaux intérieures et suit le statut administratif des navires de plaisance à titre de loisir comme de plaisance professionnelle. La mission plaisance anime et assure le secrétariat du conseil supérieur de la navigation de plaisance et des sports nautiques ;
- le service de santé des gens de mer, service de médecine de prévention au profit des gens de mer, chargé de la vérification de l'aptitude physique et de la surveillance médicale des personnels embarqués, du contrôle des conditions de vie et de travail à bord ;
- l’armement des phares et balises qui assure la gestion des équipages et des navires du service de balisage maritime en France.

Cette administration délivre en outre les titres de formation (permis plaisance en mer et titres professionnels) et est chargée de l’immatriculation des navires.
La sous-direction des Services maritimes et du Contrôle et la sous-direction de la Sécurité et de la Transition écologique des navires travaillent en relation étroite avec le Bureau d'enquêtes sur les événements de mer.

## Implantations et personnels
L'administration des affaires maritimes regroupe aujourd’hui :
- au niveau central, la direction des Affaires maritimes du ministère chargé de la Mer ;
- au niveau déconcentré, des directions interrégionales de la Mer et, au sein des directions départementales des Territoires et de la Mer, des délégations à la Mer et au Littoral.

Les directions interrégionales de la Mer (directions de la Mer pour l’outre-mer) comprennent notamment :
- les centres régionaux opérationnels de surveillance et de sauvetage en mer (CROSS)[6] : cinq actuellement en métropole (dont deux en Manche, deux en Atlantique et un en Méditerranée) et trois autres outre-mer, tous opérant au niveau international ;
- les centres de sécurité des navires ;
- les phares et balises
- les unités de police du dispositif de contrôle et de surveillance des Affaires maritimes (patrouilles maritimes, vedettes régionales, unités littorales des Affaires maritimes).

L’administration des Affaires maritimes y emploie simultanément :
- des officiers de la Marine (administrateurs des affaires maritimes) ;
- des fonctionnaires civils de l’État (syndics des gens de mer, techniciens supérieurs du développement durable affectés comme contrôleurs des affaires maritimes, inspecteurs des affaires maritimes).

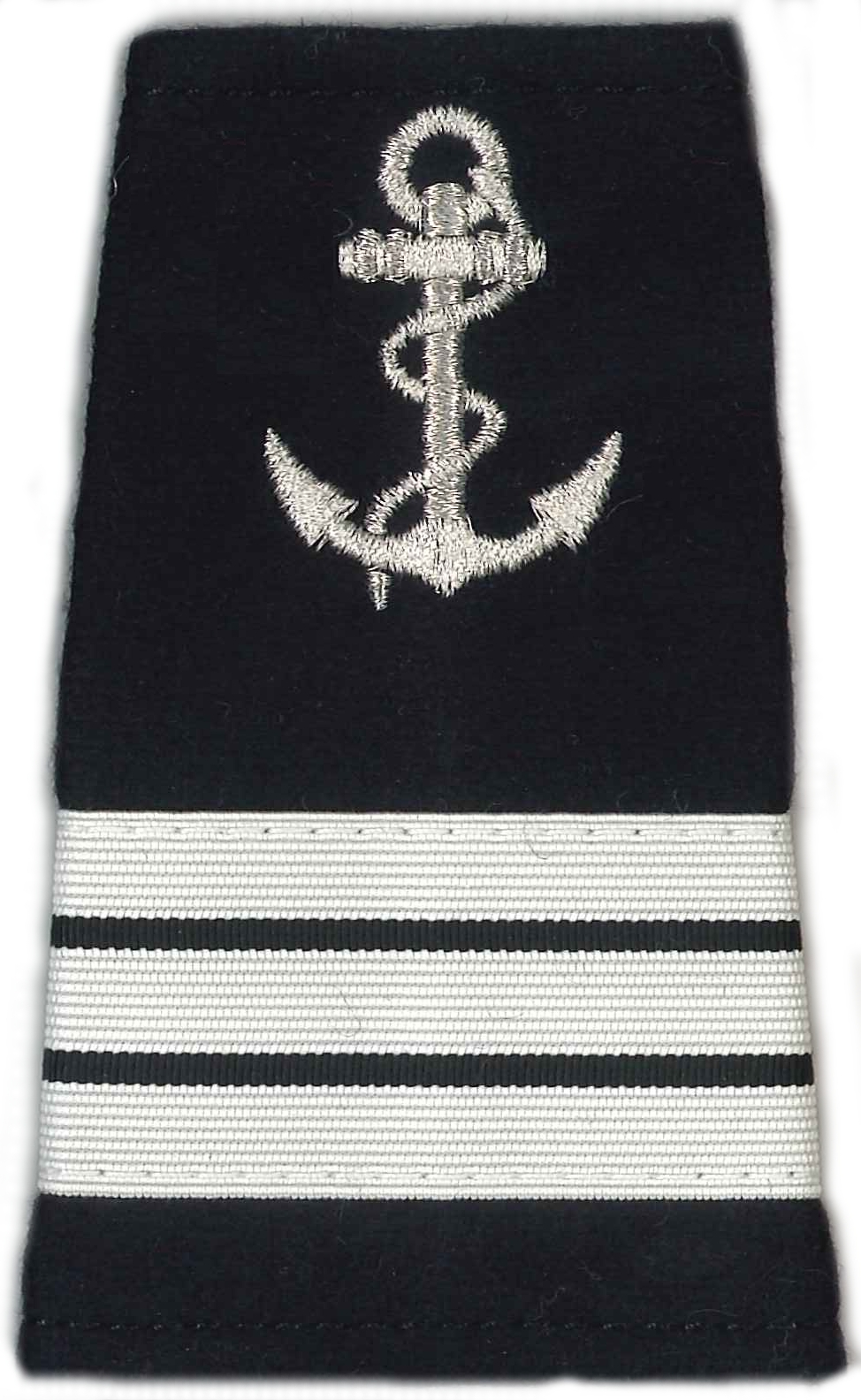
Épaulette d’un contrôleur des affaires maritimes.

La Révision générale des politiques publiques lancée par le gouvernement en 2009 a entraîné la disparition des directions régionales et départementales des Affaires maritimes sous leur ancienne forme. À compter de 2010, elles ont été intégrées dans les directions départementales des Territoires et de la Mer (DDTM) pour la partie départementale et dans des directions interrégionales de la Mer (DIRM) à l'échelle de chaque façade maritime (Manche est/Mer du Nord, Atlantique Nord, Atlantique sud, Méditerranée).
Pour ce qui est de l'outre-mer, les deux niveaux (départemental et interrégional) sont fusionnés à l'intérieur d'une même direction de la Mer (Sud océan Indien, Martinique, Guadeloupe, Guyane).

## Moyens nautiques
La direction des affaires maritimes dispose d’une flottille de navires diversifiée. Ils sont partagés entre le dispositif de contrôle et de surveillance des affaires maritimes (DCS) et l’armement des phares et balises (APB). Ce dernier dispose des moyens les plus importants.  
En 2008, elle se composait d'un total de quatre-vingt-treize bâtiments (cinquante-cinq moyens de contrôle et trente-huit navires de balisage). 

### Les moyens du dispositif de contrôle et de surveillance
Le dispositif de contrôle et de surveillance des affaires maritimes s’articule autour de deux niveaux : au niveau côtier autour des Unités Littorales des Affaires Maritimes (ULAM) qui disposent de moyens légers, au niveau hauturier qui disposent de patrouilleurs. Ces moyens concentrent le gros de leur activité sur la police des pêches (60% de leur activité), le reste est consacré à des missions de surveillance (environnement, navigation, plaisance, pollution, etc.). Ils peuvent aussi être requis par les Centres régionaux opérationnels de surveillance et de sauvetage (CROSS) pour des missions d’assistance et de sauvetage.  
On compte 21 ULAM en métropole, certaines opérants sur deux départements, auxquelles s’ajoutent 3 en outre-mer. Dépendantes des Directions Départementales des Territoires et de la Mer (DDTM), les ULAM s’articulent, autour de 6 à 12 agents armés, disposant d’une vedette légère et de semi-rigides facilement transportables. Unités polyvalentes, elles exercent une mission globale de surveillance et de contrôle des activités maritimes, tant à terre qu’en mer (pêche, navigation, environnement, visite de sécurité des petits navires, information et sensibilisation du public). 
La composante hauturière est centrée sur cinq patrouilleurs. Les quatre premiers opèrent pour le compte des DIRM et sont basés en métropole : PM40 Iris (La Rochelle), PM41 Thémis (Brest), PM42 Gyptis (Marseille), PM43 Jeanne Barret (Le Havre). Ils sont complétés outre-mer par le patrouilleur Osiris II qui opère dans les Terres Australes et Antarctiques Françaises (TAAF) au départ de La Réunion. Le format des patrouilleurs hauturiers est particulièrement adapté aux missions de longue durée (environ 14 jours) dans les secteurs éloignées (Zones Economiques Exclusives) parfois soumise à des météos difficiles (Golfe de Gascogne, TAAF).

### L’armement des phares et balises
Les côtes françaises comportent 6112 aides à la navigation de toutes sortes, dont 3250 aides actives (lumineuses), parmi lesquelles on compte 135 phares en mer ou à terre et 1512 feux. Pour assurer leur entretien les services des phares et balises (qui dépendent des DIRM) disposent d’importants moyens nautiques répartis tout le long du littoral. 
Ces moyens sont opérés par l’armement des phares et balises, service à compétence nationale basé à Quimper, qui dispose de 38 navires armés par 260 marins. On trouve trois catégories de navires : les baliseurs océaniques, les baliseurs côtiers et divers navires de taille réduite. La tendance actuelle vise à progressivement remplacer des navires de petites tailles par des baliseurs côtiers de taille plus importante et polyvalents, faisant le travail de plusieurs unités de tailles réduites. 
Il a aussi été envisagé que l’armement des phares et balises soit chargé de l’armement des navires hauturiers du département des recherches archéologiques subaquatiques et sous-marines (DRASSM), dépendant du ministère de la culture, mais cette option a finalement été abandonnée.